# Liste von Apfelsorten/C
Erläuterungen und Quellen: Siehe Hauptartikel!
| Apfelsorte | Bild                                              | Kreuzung aus                                                                 | Erstes Auftauchen                                                                          | Anmerkungen                                                                                        | Quellen                                                                                             |
| --- | ------------------------------------------------- | ---------------------------------------------------------------------------- | ------------------------------------------------------------------------------------------ | -------------------------------------------------------------------------------------------------- | --------------------------------------------------------------------------------------------------- |
| Cabarette |                                                   |                                                                              |                                                                                            | | |
| Cabashea |                                                   |                                                                              |                                                                                            | | |
| Cabassou |                                                   |                                                                              |                                                                                            | | o                                                                                                   |
| Cabusse |                                                   |                                                                              |                                                                                            | | f, o                                                                                                |
| Cacanska Pozna |                                                   |                                                                              |                                                                                            | | f                                                                                                   |
| Cactus |                                                   |                                                                              |                                                                                            | | o                                                                                                   |
| Cadel |                                                   | Jonathan × Golden Delicious                                                  | Jugoslawien                                                                                | | o                                                                                                   |
| Cagarlaou |                                                   |                                                                              |                                                                                            | | f                                                                                                   |
| Calagolden |                                                   |                                                                              |                                                                                            | | o                                                                                                   |
| Calamana Trevigiana |                                                   |                                                                              |                                                                                            | | r (S. 19)                                                                                           |
| Cally | Siehe: Cauley                                     | Siehe: Cauley                                                                | Siehe: Cauley                                                                              | Siehe: Cauley                                                                                      | Siehe: Cauley                                                                                       |
| Calvill Von Anjou | Siehe: Kalvill Von Anjou                          | Siehe: Kalvill Von Anjou                                                     | Siehe: Kalvill Von Anjou                                                                   | Siehe: Kalvill Von Anjou                                                                           | Siehe: Kalvill Von Anjou                                                                            |
| Calvill Von Boskoop | Siehe: Kalvill Von Boskoop                        | Siehe: Kalvill Von Boskoop                                                   | Siehe: Kalvill Von Boskoop                                                                 | Siehe: Kalvill Von Boskoop                                                                         | Siehe: Kalvill Von Boskoop                                                                          |
| Calvillartige Reinette |                                                   |                                                                              |                                                                                            | | |
| Calvillartiger Winterrosenapfel | Siehe: Danziger Kantapfel                         | Siehe: Danziger Kantapfel                                                    | Siehe: Danziger Kantapfel                                                                  | Siehe: Danziger Kantapfel                                                                          | Siehe: Danziger Kantapfel                                                                           |
| Calville Blanche |                                                   |                                                                              |                                                                                            | | |
| Calville Blanche D'Eté |                                                   |                                                                              |                                                                                            | | r (S. 20)                                                                                           |
| Calville Blanche D'Hiver | Siehe: Weißer Winter-Calville                     | Siehe: Weißer Winter-Calville                                                | Siehe: Weißer Winter-Calville                                                              | Siehe: Weißer Winter-Calville                                                                      | Siehe: Weißer Winter-Calville                                                                       |
| Calville D'Août |                                                   |                                                                              |                                                                                            | | f                                                                                                   |
| Calville D'Automne Rayée | Siehe: Gestreifter Herbstkalvill                  | Siehe: Gestreifter Herbstkalvill                                             | Siehe: Gestreifter Herbstkalvill                                                           | Siehe: Gestreifter Herbstkalvill                                                                   | Siehe: Gestreifter Herbstkalvill                                                                    |
| Calville De Danzig | Siehe: Danziger Kantapfel                         | Siehe: Danziger Kantapfel                                                    | Siehe: Danziger Kantapfel                                                                  | Siehe: Danziger Kantapfel                                                                          | Siehe: Danziger Kantapfel                                                                           |
| Calville De Doué |                                                   |                                                                              |                                                                                            | | e, f, g (S. 196)                                                                                    |
| Calville De Maussion | Siehe: Maussions Kalvill                          | Siehe: Maussions Kalvill                                                     | Siehe: Maussions Kalvill                                                                   | Siehe: Maussions Kalvill                                                                           | Siehe: Maussions Kalvill                                                                            |
| Calville De Rose | Siehe: Lothringer Bunter Gulderling               | Siehe: Lothringer Bunter Gulderling                                          | Siehe: Lothringer Bunter Gulderling                                                        | Siehe: Lothringer Bunter Gulderling                                                                | Siehe: Lothringer Bunter Gulderling                                                                 |
| Calville De Saint-Sauveur | Siehe: Kalvill Aus Sankt Sauveur                  | Siehe: Kalvill Aus Sankt Sauveur                                             | Siehe: Kalvill Aus Sankt Sauveur                                                           | Siehe: Kalvill Aus Sankt Sauveur                                                                   | Siehe: Kalvill Aus Sankt Sauveur                                                                    |
| Calville Des Femmes | Siehe: Frauenkalvill                              | Siehe: Frauenkalvill                                                         | Siehe: Frauenkalvill                                                                       | Siehe: Frauenkalvill                                                                               | Siehe: Frauenkalvill                                                                                |
| Calville Des Prairies |                                                   |                                                                              |                                                                                            | | f                                                                                                   |
| Calville D'Été |                                                   |                                                                              |                                                                                            | | |
| Calville D'Hiver Rouge | Siehe: Roter Winter-Calvill                       | Siehe: Roter Winter-Calvill                                                  | Siehe: Roter Winter-Calvill                                                                | Siehe: Roter Winter-Calvill                                                                        | Siehe: Roter Winter-Calvill                                                                         |
| Calville D'Oullins | Siehe: Kalvill Aus Oullins                        | Siehe: Kalvill Aus Oullins                                                   | Siehe: Kalvill Aus Oullins                                                                 | Siehe: Kalvill Aus Oullins                                                                         | Siehe: Kalvill Aus Oullins                                                                          |
| Calville Du Roi |                                                   |                                                                              |                                                                                            | | o                                                                                                   |
| Calville D'Ulzen | Siehe: Kalvill Aus Uelzen                         | Siehe: Kalvill Aus Uelzen                                                    | Siehe: Kalvill Aus Uelzen                                                                  | Siehe: Kalvill Aus Uelzen                                                                          | Siehe: Kalvill Aus Uelzen                                                                           |
| Calville Duquesne |                                                   |                                                                              |                                                                                            | | f                                                                                                   |
| Calville Etoilée | Siehe: Rote Sternrenette, Calville Étoilée        | Siehe: Rote Sternrenette, Calville Étoilée                                   | Siehe: Rote Sternrenette, Calville Étoilée                                                 | Siehe: Rote Sternrenette, Calville Étoilée                                                         | Siehe: Rote Sternrenette, Calville Étoilée                                                          |
| Calville Malingre (oder: Braunroter Winter-Calville, Malingre) |                                                   |                                                                              |                                                                                            | Beschreibung                                                                                       | e, f                                                                                                |
| Calville Rose | Siehe: Lothringer Bunter Gulderling               | Siehe: Lothringer Bunter Gulderling                                          | Siehe: Lothringer Bunter Gulderling                                                        | Siehe: Lothringer Bunter Gulderling                                                                | Siehe: Lothringer Bunter Gulderling                                                                 |
| Calville Rouge |                                                   |                                                                              |                                                                                            | | |
| Calville Rouge D'Automne | Siehe: Roter Herbstkalvill                        | Siehe: Roter Herbstkalvill                                                   | Siehe: Roter Herbstkalvill                                                                 | Siehe: Roter Herbstkalvill                                                                         | Siehe: Roter Herbstkalvill                                                                          |
| Calville Rouge D'Hiver | Siehe: Roter Winter-Calvill                       | Siehe: Roter Winter-Calvill                                                  | Siehe: Roter Winter-Calvill                                                                | Siehe: Roter Winter-Calvill                                                                        | Siehe: Roter Winter-Calvill                                                                         |
| Calville Rouge Du Mont D'Or |                                                   |                                                                              |                                                                                            | | f, o                                                                                                |
| Calville Saint-Sauveur | Siehe: Kalvill Aus Sankt Sauveur                  | Siehe: Kalvill Aus Sankt Sauveur                                             | Siehe: Kalvill Aus Sankt Sauveur                                                           | Siehe: Kalvill Aus Sankt Sauveur                                                                   | Siehe: Kalvill Aus Sankt Sauveur                                                                    |
| Camack |                                                   |                                                                              |                                                                                            | | |
| Cambusnethan Pippin | Siehe: Cambusnethanapfel                          | Siehe: Cambusnethanapfel                                                     | Siehe: Cambusnethanapfel                                                                   | Siehe: Cambusnethanapfel                                                                           | Siehe: Cambusnethanapfel                                                                            |
| Cambusnethanapfel (oder: Cambusnethan Pippin) |                                                   |                                                                              |                                                                                            | | f                                                                                                   |
| Camelot |                                                   |                                                                              |                                                                                            | | f                                                                                                   |
| Cameo | Siehe: Caudle                                     | Siehe: Caudle                                                                | Siehe: Caudle                                                                              | Siehe: Caudle                                                                                      | Siehe: Caudle                                                                                       |
| Cameron |                                                   |                                                                              |                                                                                            | | e                                                                                                   |
| Campanino |                                                   |                                                                              |                                                                                            | | f                                                                                                   |
| Campfield |                                                   |                                                                              |                                                                                            | | a                                                                                                   |
| Camspur |                                                   |                                                                              |                                                                                            | | r (S. 20)                                                                                           |
| Camuzat |                                                   |                                                                              |                                                                                            | | e                                                                                                   |
| Canada Baldwin |                                                   |                                                                              |                                                                                            | | |
| Canada Blanc De La Creuse |                                                   |                                                                              |                                                                                            | | f                                                                                                   |
| Canada Blanche | Siehe: Weiße Kanadarenette                        | Siehe: Weiße Kanadarenette                                                   | Siehe: Weiße Kanadarenette                                                                 | Siehe: Weiße Kanadarenette                                                                         | Siehe: Weiße Kanadarenette                                                                          |
| Canada Grise | Siehe: Graue Kanadarenette                        | Siehe: Graue Kanadarenette                                                   | Siehe: Graue Kanadarenette                                                                 | Siehe: Graue Kanadarenette                                                                         | Siehe: Graue Kanadarenette                                                                          |
| Canadian Star |                                                   |                                                                              |                                                                                            | | o                                                                                                   |
| Candil Sinap |                                                   |                                                                              |                                                                                            | Beschreibung                                                                                       | |
| Candy Crisp |                                                   |                                                                              |                                                                                            | | a                                                                                                   |
| Cannelle | Siehe: Sommer-Zimtapfel                           | Siehe: Sommer-Zimtapfel                                                      | Siehe: Sommer-Zimtapfel                                                                    | Siehe: Sommer-Zimtapfel                                                                            | Siehe: Sommer-Zimtapfel                                                                             |
| Cannelle D'Été | Siehe: Sommer-Zimtapfel                           | Siehe: Sommer-Zimtapfel                                                      | Siehe: Sommer-Zimtapfel                                                                    | Siehe: Sommer-Zimtapfel                                                                            | Siehe: Sommer-Zimtapfel                                                                             |
| Cannelle Rayée D'Été | Siehe: Sommer-Zimtapfel                           | Siehe: Sommer-Zimtapfel                                                      | Siehe: Sommer-Zimtapfel                                                                    | Siehe: Sommer-Zimtapfel                                                                            | Siehe: Sommer-Zimtapfel                                                                             |
| Cannon |                                                   |                                                                              |                                                                                            | | |
| Cantrel (oder: Pride Of Washington) |                                                   |                                                                              |                                                                                            | | |
| Canvada |                                                   |                                                                              |                                                                                            | | f                                                                                                   |
| Capendu | Siehe: Court Pendu Gris                           | Siehe: Court Pendu Gris                                                      | Siehe: Court Pendu Gris                                                                    | Siehe: Court Pendu Gris                                                                            | Siehe: Court Pendu Gris                                                                             |
| Capitol |                                                   |                                                                              |                                                                                            | | |
| Capp Mammoth | Siehe: Hausmütterchen                             | Siehe: Hausmütterchen                                                        | Siehe: Hausmütterchen                                                                      | Siehe: Hausmütterchen                                                                              | Siehe: Hausmütterchen                                                                               |
| Cappi |                                                   |                                                                              |                                                                                            | | |
| Captain Broad |                                                   |                                                                              |                                                                                            | | f                                                                                                   |
| Captain Kidd |                                                   |                                                                              |                                                                                            | | a, f                                                                                                |
| Caravel |                                                   |                                                                              |                                                                                            | | e, f                                                                                                |
| Carden |                                                   |                                                                              |                                                                                            | | |
| Cardinal | Siehe: Api Rose                                   | Siehe: Api Rose                                                              | Siehe: Api Rose                                                                            | Siehe: Api Rose                                                                                    | Siehe: Api Rose                                                                                     |
| Cardinal Blanc | Siehe: Geflammter Kardinal                        | Siehe: Geflammter Kardinal                                                   | Siehe: Geflammter Kardinal                                                                 | Siehe: Geflammter Kardinal                                                                         | Siehe: Geflammter Kardinal                                                                          |
| Cardinal Von Galen |                                                   |                                                                              |                                                                                            | | a                                                                                                   |
| Cardinale | Siehe: Api Rose                                   | Siehe: Api Rose                                                              | Siehe: Api Rose                                                                            | Siehe: Api Rose                                                                                    | Siehe: Api Rose                                                                                     |
| Carins Calvill | Siehe: Carins Kalvill                             | Siehe: Carins Kalvill                                                        | Siehe: Carins Kalvill                                                                      | Siehe: Carins Kalvill                                                                              | Siehe: Carins Kalvill                                                                               |
| Carins Kalvill (oder: Carins Calvill) |                                                   |                                                                              |                                                                                            | | h (Nr. 9, S. 12)                                                                                    |
| Carlisle Codlin |                                                   |                                                                              |                                                                                            | | f                                                                                                   |
| Carlos Queen |                                                   |                                                                              |                                                                                            | | a                                                                                                   |
| Carlough |                                                   |                                                                              |                                                                                            | | |
| Carlsapfel |                                                   |                                                                              |                                                                                            | Ähnlich dem Markgrafenapfel                                                                        | p (S. 202), r (S. 20)                                                                               |
| Carlton |                                                   |                                                                              |                                                                                            | | e, f                                                                                                |
| Carmeliter-Reinette | Siehe: Karmeliterrenette                          | Siehe: Karmeliterrenette                                                     | Siehe: Karmeliterrenette                                                                   | Siehe: Karmeliterrenette                                                                           | Siehe: Karmeliterrenette                                                                            |
| Carmeliter-Renette | Siehe: Karmeliterrenette                          | Siehe: Karmeliterrenette                                                     | Siehe: Karmeliterrenette                                                                   | Siehe: Karmeliterrenette                                                                           | Siehe: Karmeliterrenette                                                                            |
| Carmenrenette |                                                   |                                                                              |                                                                                            | | r (S. 20)                                                                                           |
| Carmes-Apfel (oder: Carmesapfel) |                                                   |                                                                              |                                                                                            | | h (Nr. 629, S. 697), p (S. 203)                                                                     |
| Carmesapfel | Siehe: Carmes-Apfel                               | Siehe: Carmes-Apfel                                                          | Siehe: Carmes-Apfel                                                                        | Siehe: Carmes-Apfel                                                                                | Siehe: Carmes-Apfel                                                                                 |
| Carmignolle (oder: Carmingnolle) |                                                   |                                                                              |                                                                                            | | f, g (S. 197)                                                                                       |
| Carmin-Calvill (oder: Carminkalvill) |                                                   |                                                                              |                                                                                            | | h (Nr. 49, S. 54), o                                                                                |
| Carminetchen |                                                   |                                                                              |                                                                                            | | h (Nr. 100, S. 114), r (S. 20)                                                                      |
| Carmingnolle | Siehe: Carmignolle                                | Siehe: Carmignolle                                                           | Siehe: Carmignolle                                                                         | Siehe: Carmignolle                                                                                 | Siehe: Carmignolle                                                                                  |
| Carminkalvill | Siehe: Carmin-Calvill                             | Siehe: Carmin-Calvill                                                        | Siehe: Carmin-Calvill                                                                      | Siehe: Carmin-Calvill                                                                              | Siehe: Carmin-Calvill                                                                               |
| Carmosinapfel |                                                   |                                                                              |                                                                                            | | r (S. 20)                                                                                           |
| Carmosinhemdchen |                                                   |                                                                              |                                                                                            | | r (S. 20)                                                                                           |
| Carmosinroter Kastanienapfel |                                                   |                                                                              |                                                                                            | | r (S. 20)                                                                                           |
| Carnet |                                                   |                                                                              |                                                                                            | | f                                                                                                   |
| Carola (oder: Fünfjahresplan, Kalco) |                                                   | Cox Orange × Unbekannt                                                       | 1962 Müncheberg, DDR                                                                       | | e, f, j, o                                                                                          |
| Caroli D'Italie |                                                   |                                                                              |                                                                                            | | f                                                                                                   |
| Carolina Red June |                                                   |                                                                              | um 1810 in Tennessee, USA                                                                  | | a, c                                                                                                |
| Caroline |                                                   |                                                                              |                                                                                            | | f                                                                                                   |
| Caroline Auguste |                                                   |                                                                              |                                                                                            | | h (Nr. 152, S. 173)                                                                                 |
| Caroline Hopkins |                                                   |                                                                              |                                                                                            | | f, j                                                                                                |
| Carousel | Siehe: Caudle                                     | Siehe: Caudle                                                                | Siehe: Caudle                                                                              | Siehe: Caudle                                                                                      | Siehe: Caudle                                                                                       |
| Carpentin (oder: Carpentin-Renette, Kleine Graue Renette, Kleine Weinrenette) |                                                   |                                                                              |                                                                                            | | h (Nr. 578, S. 640), j, o                                                                           |
| Carpentin-Renette | Siehe: Carpentin                                  | Siehe: Carpentin                                                             | Siehe: Carpentin                                                                           | Siehe: Carpentin                                                                                   | Siehe: Carpentin                                                                                    |
| Carrara Brusca |                                                   |                                                                              |                                                                                            | | f                                                                                                   |
| Carrata |                                                   |                                                                              |                                                                                            | | f                                                                                                   |
| Carrey |                                                   |                                                                              |                                                                                            | | f                                                                                                   |
| Carroll |                                                   |                                                                              | 1947                                                                                       | | a, c                                                                                                |
| Carson |                                                   |                                                                              |                                                                                            | | |
| Carswell's Honeydew |                                                   | Cox Orange × Unbekannt                                                       |                                                                                            | | f                                                                                                   |
| Carswell's Orange |                                                   | Cox Orange × Unbekannt                                                       |                                                                                            | | f                                                                                                   |
| Cartaut |                                                   |                                                                              |                                                                                            | | f                                                                                                   |
| Carter's Blue |                                                   |                                                                              | 1840er in Alabama, USA                                                                     | | c, f                                                                                                |
| Carter's Pearmain |                                                   |                                                                              |                                                                                            | | f                                                                                                   |
| Carthäuser Reinette (oder: Karthäuser Reinette) |                                                   |                                                                              |                                                                                            | Benannt durch Richard Zorn.                                                                        | p (S. 204f)                                                                                         |
| Cartigny |                                                   |                                                                              |                                                                                            | Herstellung von Cidre                                                                              | |
| Casa Nova De Alco Baca-9 |                                                   |                                                                              |                                                                                            | | e                                                                                                   |
| Case Wealthy | Siehe: Double Red Wealthy                         | Siehe: Double Red Wealthy                                                    | Siehe: Double Red Wealthy                                                                  | Siehe: Double Red Wealthy                                                                          | Siehe: Double Red Wealthy                                                                           |
| Castle Major | Siehe: Endsleigh Beauty                           | Siehe: Endsleigh Beauty                                                      | Siehe: Endsleigh Beauty                                                                    | Siehe: Endsleigh Beauty                                                                            | Siehe: Endsleigh Beauty                                                                             |
| Castlemajor | Siehe: Endsleigh Beauty                           | Siehe: Endsleigh Beauty                                                      | Siehe: Endsleigh Beauty                                                                    | Siehe: Endsleigh Beauty                                                                            | Siehe: Endsleigh Beauty                                                                             |
| Catarina |                                                   | Fuji × Unbekannt                                                             |                                                                                            | | |
| Cathay |                                                   |                                                                              |                                                                                            | | e                                                                                                   |
| Catherine |                                                   |                                                                              |                                                                                            | | f                                                                                                   |
| Catshead |                                                   |                                                                              | 1600er in England                                                                          | | a, c, f                                                                                             |
| Caudal Market |                                                   |                                                                              |                                                                                            | | f                                                                                                   |
| Caudle (oder: Cameo, Carousel) |                                                   | Golden Delicious × Red Delicious                                             | 1987 in Washington State, USA. Züchter bzw. Entdecker: Darrel Caudle                       | | a, c, o                                                                                             |
| Cauley (oder: Cally, Colley) |                                                   |                                                                              |                                                                                            | | s                                                                                                   |
| Cavallotta |                                                   |                                                                              |                                                                                            | | e, f                                                                                                |
| Cazo Jaune |                                                   |                                                                              |                                                                                            | Herstellung von Cidre                                                                              | |
| Ceeval |                                                   |                                                                              |                                                                                            | | f                                                                                                   |
| Celeste |                                                   |                                                                              |                                                                                            | | j                                                                                                   |
| Celestia |                                                   |                                                                              |                                                                                            | | |
| Celica |                                                   |                                                                              |                                                                                            | | r (S. 21)                                                                                           |
| Celler Dickstiel (oder: Achimer Goldrenette, Farbenschachtel, Farbschachtel, Feldkirchner Renette, Kaltmanns Renette, Krügers Dickstiel, Krügers Goldrenette, Sulzbacher Liebling, Sulzbacher Renette, Woltmanns Renette) |                                                   |                                                                              |                                                                                            | | f, h (Nr. 430, S. 482), o, p (S. 449), p (S. 703)                                                   |
| Cellini |                                                   |                                                                              |                                                                                            | | a, f, h (Nr. 606, S. 673), j, o                                                                     |
| Celt |                                                   | Cox Orange × Unbekannt                                                       |                                                                                            | | e, f                                                                                                |
| Centurion |                                                   |                                                                              |                                                                                            | | e                                                                                                   |
| Century |                                                   |                                                                              |                                                                                            | | |
| Ceres (oder: Ceres-Apfel) |                                                   |                                                                              |                                                                                            | | r (S. 21)                                                                                           |
| Ceres-Apfel | Siehe: Ceres                                      | Siehe: Ceres                                                                 | Siehe: Ceres                                                                               | Siehe: Ceres                                                                                       | Siehe: Ceres                                                                                        |
| Červený Delicious |                                                   |                                                                              |                                                                                            | | |
| Cevaal |                                                   |                                                                              |                                                                                            | | r (S. 21)                                                                                           |
| Ch 101 | Siehe: Galiwa                                     | Siehe: Galiwa                                                                | Siehe: Galiwa                                                                              | Siehe: Galiwa                                                                                      | Siehe: Galiwa                                                                                       |
| Chad's Favourite |                                                   | Cox Orange × Unbekannt                                                       |                                                                                            | | f                                                                                                   |
| Chailleux (oder: Grain D'Or) |                                                   |                                                                              |                                                                                            | | h (Nr. 518, S. 575), o                                                                              |
| Chalmers Large | Siehe: Holländischer Küchenapfel                  | Siehe: Holländischer Küchenapfel                                             | Siehe: Holländischer Küchenapfel                                                           | Siehe: Holländischer Küchenapfel                                                                   | Siehe: Holländischer Küchenapfel                                                                    |
| Champ-Gaillard |                                                   |                                                                              |                                                                                            | | f                                                                                                   |
| Champagne Reinette | Siehe: Champagnerrenette                          | Siehe: Champagnerrenette                                                     | Siehe: Champagnerrenette                                                                   | Siehe: Champagnerrenette                                                                           | Siehe: Champagnerrenette                                                                            |
| Champagnerrenette (oder: Champagne Reinette, Champagner-Renette, Drei Jahre Dauernder Mutterapfel, Glasapfel, Glasreinette, Glattapfel, Goldgranatler, Herrenapfel, Jahrapfel, Kapuziner, Käsapfel, Loskrieger, Reinette De Champagne, Schätzle, Silberapfel, Wachsrenette, Weißer Zwiebelapfel, Zweijährling, Zwiebelapfel) |                                                   | Zufallssämling                                                               | Vor 1667, 1799 erstmals durch den Pomologen Adrian Diel beschrieben, Champagne, Frankreich | Beschreibung                                                                                       | e, f, g (S. 259), h (Nr. 98, S. 112), j, o, r (S. 21)                                               |
| Champagner-Renette | Siehe: Champagnerrenette                          | Siehe: Champagnerrenette                                                     | Siehe: Champagnerrenette                                                                   | Siehe: Champagnerrenette                                                                           | Siehe: Champagnerrenette                                                                            |
| Champion | Siehe: Shampion                                   | Siehe: Shampion                                                              | Siehe: Shampion                                                                            | Siehe: Shampion                                                                                    | Siehe: Shampion                                                                                     |
| Champirac |                                                   |                                                                              |                                                                                            | | o                                                                                                   |
| Champlain |                                                   |                                                                              |                                                                                            | | e                                                                                                   |
| Channel Beauty |                                                   | Cox Orange × Unbekannt                                                       |                                                                                            | | f                                                                                                   |
| Chantecler |                                                   |                                                                              | 1958 in Angers, Frankreich. Züchter: Institut national de la recherche agronomique (INRA)  | | f                                                                                                   |
| Chantegrise |                                                   | Sport von Chantecler                                                         | Nach 1958 in Frankreich                                                                    | | f                                                                                                   |
| Charakter-Renette (oder: Charakterrenette) |                                                   |                                                                              |                                                                                            | | h (Nr. 318, S. 356), o, r (S. 21)                                                                   |
| Charakterrenette | Siehe: Charakter-Renette                          | Siehe: Charakter-Renette                                                     | Siehe: Charakter-Renette                                                                   | Siehe: Charakter-Renette                                                                           | Siehe: Charakter-Renette                                                                            |
| Charden |                                                   |                                                                              |                                                                                            | | a, f, j, o                                                                                          |
| Charlamoff | Siehe: Charlamowsky                               | Siehe: Charlamowsky                                                          | Siehe: Charlamowsky                                                                        | Siehe: Charlamowsky                                                                                | Siehe: Charlamowsky                                                                                 |
| Charlamowski | Siehe: Charlamowsky                               | Siehe: Charlamowsky                                                          | Siehe: Charlamowsky                                                                        | Siehe: Charlamowsky                                                                                | Siehe: Charlamowsky                                                                                 |
| Charlamowsky (oder: Augustapfel, Borovinka, Borowinka, Borowitzky, Charlamoff, Charlamowski, Duchess Charlamowski, Duchess Of Oldenburg, Duchess Of Oldenburg Charlamowski, Early Joe, Ernteapfel, Herzogin Von Oldenburg) |                                                   | Zufallssämling                                                               | Um 1700 in Russland                                                                        | Beschreibung                                                                                       | a, c, d, f, g (S. 207), h (Nr. 169, S. 190), j, m (Bildtafel Nr. 041, Nr. 410, S. 1), o, p (S. 206) |
| Charles Eyre |                                                   |                                                                              |                                                                                            | | f                                                                                                   |
| Charles Ross (oder: Karl Ross) |                                                   | Cox Orange × Unbekannt                                                       | 1890er in Berkshire, UK                                                                    | | a, c, e, f, j, o, p (S. 435)                                                                        |
| Charlot |                                                   |                                                                              |                                                                                            | | f                                                                                                   |
| Charlotte |                                                   |                                                                              |                                                                                            | | e, f, j                                                                                             |
| Charnavelle |                                                   |                                                                              |                                                                                            | | o                                                                                                   |
| Châtagne |                                                   |                                                                              |                                                                                            | | o                                                                                                   |
| Châtaignier | Siehe: Frauenrotacher                             | Siehe: Frauenrotacher                                                        | Siehe: Frauenrotacher                                                                      | Siehe: Frauenrotacher                                                                              | Siehe: Frauenrotacher                                                                               |
| Chaunisser Rosen |                                                   |                                                                              |                                                                                            | | |
| Chaux |                                                   |                                                                              |                                                                                            | | f                                                                                                   |
| Chaxhill Red |                                                   |                                                                              |                                                                                            | | f                                                                                                   |
| Cheal's Golden Gem |                                                   |                                                                              |                                                                                            | | e                                                                                                   |
| Cheddar Cross |                                                   |                                                                              |                                                                                            | | a, e, f                                                                                             |
| Cheerfull Gold |                                                   | Cox-Orange x Golden-Delicius.                                                |                                                                                            | | |
| Cheese of Pennsylvania |                                                   |                                                                              |                                                                                            | | |
| Cheeseborough |                                                   |                                                                              |                                                                                            | | |
| Chehalis |                                                   |                                                                              |                                                                                            | | a, d, e, f                                                                                          |
| Chela Pith |                                                   |                                                                              |                                                                                            | | |
| Chelan |                                                   |                                                                              |                                                                                            | | |
| Chelmsford Wonder |                                                   |                                                                              | Um 1870 in Essex, UK                                                                       | | c, f                                                                                                |
| Cheltenham |                                                   |                                                                              |                                                                                            | | |
| Chemise de Soie Blanche | Siehe: Weißes Seidenhemdchen                      | Siehe: Weißes Seidenhemdchen                                                 | Siehe: Weißes Seidenhemdchen                                                               | Siehe: Weißes Seidenhemdchen                                                                       | Siehe: Weißes Seidenhemdchen                                                                        |
| Chenango | Siehe: Chenango Strawberry                        | Siehe: Chenango Strawberry                                                   | Siehe: Chenango Strawberry                                                                 | Siehe: Chenango Strawberry                                                                         | Siehe: Chenango Strawberry                                                                          |
| Chenango Strawberry |                                                   |                                                                              |                                                                                            | | a, d, f                                                                                             |
| Cherry Cox |                                                   | Mutation von Cox Orange                                                      |                                                                                            | | a, f, o                                                                                             |
| Cherry Crab |                                                   |                                                                              |                                                                                            | Holzapfelsorte                                                                                     | |
| Chester-Parmäne (oder: Chesterparmäne) |                                                   |                                                                              |                                                                                            | | h (Nr. 418, S. 466), r (S. 22)                                                                      |
| Chesterparmäne | Siehe: Chester-Parmäne                            | Siehe: Chester-Parmäne                                                       | Siehe: Chester-Parmäne                                                                     | Siehe: Chester-Parmäne                                                                             | Siehe: Chester-Parmäne                                                                              |
| Chestnut |                                                   |                                                                              |                                                                                            | | o                                                                                                   |
| Chevalier Jaune |                                                   |                                                                              |                                                                                            | Herstellung von Cidre                                                                              | |
| Chicago |                                                   |                                                                              |                                                                                            | | |
| Chick-A-Dee Mcintosh (oder: Mcintosh Chick-A-Dee) |                                                   | Mcintosh × unbekannt                                                         |                                                                                            | | e                                                                                                   |
| Chieftain |                                                   |                                                                              |                                                                                            | | a, e, f, r (S. 22)                                                                                  |
| Chihuahua Gold |                                                   |                                                                              |                                                                                            | | e                                                                                                   |
| Chinook |                                                   |                                                                              |                                                                                            | | a, e                                                                                                |
| Chips |                                                   |                                                                              |                                                                                            | | f                                                                                                   |
| Chisel Jersey |                                                   |                                                                              |                                                                                            | | a, f                                                                                                |
| Chivers Delight |                                                   |                                                                              | 1920er in Histon, Cambridgeshire, UK                                                       | | a, c, e, f, g (S. 199), o                                                                           |
| Chivers's Seedling |                                                   |                                                                              |                                                                                            | | a                                                                                                   |
| Chodenapfel |                                                   |                                                                              |                                                                                            | | o, r (S. 22)                                                                                        |
| Chorister Boy |                                                   |                                                                              |                                                                                            | | f                                                                                                   |
| Choupette |                                                   |                                                                              |                                                                                            | | |
| Chramiser Rosen |                                                   |                                                                              |                                                                                            | | o                                                                                                   |
| Christapfel | Siehe: Roter Eiserapfel                           | Siehe: Roter Eiserapfel                                                      | Siehe: Roter Eiserapfel                                                                    | Siehe: Roter Eiserapfel                                                                            | Siehe: Roter Eiserapfel                                                                             |
| Christie Manson |                                                   |                                                                              |                                                                                            | | f                                                                                                   |
| Christkindler |                                                   |                                                                              |                                                                                            | | j, o, r (S. 22)                                                                                     |
| Christmas Apple | Siehe: Api                                        | Siehe: Api                                                                   | Siehe: Api                                                                                 | Siehe: Api                                                                                         | Siehe: Api                                                                                          |
| Christmas Pearmain |                                                   |                                                                              |                                                                                            | | a, f, r (S. 22)                                                                                     |
| Christmas Pippin |                                                   |                                                                              |                                                                                            | | a                                                                                                   |
| Christofsker | Siehe: Böhmischer Roter Jungfernapfel             | Siehe: Böhmischer Roter Jungfernapfel                                        | Siehe: Böhmischer Roter Jungfernapfel                                                      | Siehe: Böhmischer Roter Jungfernapfel                                                              | Siehe: Böhmischer Roter Jungfernapfel                                                               |
| Christs Edler Rosenstreifling |                                                   |                                                                              |                                                                                            | | p (S. 207)                                                                                          |
| Christs Gelbe Reinette |                                                   |                                                                              |                                                                                            | | o                                                                                                   |
| Christs Gelber Augustapfel |                                                   |                                                                              |                                                                                            | | h (Nr. 134, S. 154), r (S. 22)                                                                      |
| Christs Goldrenette | Siehe: Hildesheimer Goldrenette, Kasseler Renette | Siehe: Hildesheimer Goldrenette, Kasseler Renette                            | Siehe: Hildesheimer Goldrenette, Kasseler Renette                                          | Siehe: Hildesheimer Goldrenette, Kasseler Renette                                                  | Siehe: Hildesheimer Goldrenette, Kasseler Renette                                                   |
| Christs Reinette |                                                   |                                                                              |                                                                                            | Benannt nach Richard Zorn.                                                                         | p (S. 208)                                                                                          |
| Christs Wildling | Siehe: Anhalter Apfel                             | Siehe: Anhalter Apfel                                                        | Siehe: Anhalter Apfel                                                                      | Siehe: Anhalter Apfel                                                                              | Siehe: Anhalter Apfel                                                                               |
| Chrummbächler |                                                   |                                                                              |                                                                                            | | o                                                                                                   |
| Chrysofsker Winterapfel | Siehe: Böhmischer Roter Jungfernapfel             | Siehe: Böhmischer Roter Jungfernapfel                                        | Siehe: Böhmischer Roter Jungfernapfel                                                      | Siehe: Böhmischer Roter Jungfernapfel                                                              | Siehe: Böhmischer Roter Jungfernapfel                                                               |
| Chüechliöpfel | Siehe: Jakob Lebel                                | Siehe: Jakob Lebel                                                           | Siehe: Jakob Lebel                                                                         | Siehe: Jakob Lebel                                                                                 | Siehe: Jakob Lebel                                                                                  |
| C'Huero Briz |                                                   |                                                                              |                                                                                            | Herstellung von Cidre                                                                              | |
| C'Huero Ru |                                                   |                                                                              |                                                                                            | Herstellung von Cidre                                                                              | |
| Churzemuserli | Siehe: Api                                        | Siehe: Api                                                                   | Siehe: Api                                                                                 | Siehe: Api                                                                                         | Siehe: Api                                                                                          |
| Chüsenrainer |                                                   |                                                                              | Um 1852 in Chüsenrain-Sempach, Schweiz. 1891 benannt.                                      | | f, g (S. 199), j, o                                                                                 |
| Cider Lady's Finger |                                                   |                                                                              |                                                                                            | | f                                                                                                   |
| Cidor |                                                   |                                                                              |                                                                                            | Herstellung von Cidre                                                                              | |
| Cigany Alma |                                                   |                                                                              |                                                                                            | | f                                                                                                   |
| Cinnamon | Siehe: Antonowka                                  | Siehe: Antonowka                                                             | Siehe: Antonowka                                                                           | Siehe: Antonowka                                                                                   | Siehe: Antonowka                                                                                    |
| Cinnamon Spice |                                                   |                                                                              |                                                                                            | | a                                                                                                   |
| Cinq Côtes |                                                   |                                                                              |                                                                                            | | f                                                                                                   |
| Ciodo |                                                   |                                                                              |                                                                                            | | f                                                                                                   |
| Circassian Apple |                                                   |                                                                              |                                                                                            | | e                                                                                                   |
| Circe |                                                   |                                                                              |                                                                                            | Frucht rotfleischig, süß                                                                           | |
| Cissy |                                                   |                                                                              |                                                                                            | | f                                                                                                   |
| Cistecke |                                                   |                                                                              |                                                                                            | | f                                                                                                   |
| Čistecké Lahůdkové |                                                   |                                                                              |                                                                                            | | |
| Citrine |                                                   |                                                                              |                                                                                            | | j, o                                                                                                |
| Citrinchen |                                                   |                                                                              |                                                                                            | | r (S. 22)                                                                                           |
| Citron D'Hiver | Siehe: Winter-Zitronenapfel                       | Siehe: Winter-Zitronenapfel                                                  | Siehe: Winter-Zitronenapfel                                                                | Siehe: Winter-Zitronenapfel                                                                        | Siehe: Winter-Zitronenapfel                                                                         |
| Citronatapfel |                                                   |                                                                              |                                                                                            | | r (S. 22)                                                                                           |
| Civg 198 | Siehe: Modi                                       | Siehe: Modi                                                                  | Siehe: Modi                                                                                | Siehe: Modi                                                                                        | Siehe: Modi                                                                                         |
| Civm 49 (oder: Redpop) |                                                   | Gala x Coop 39                                                               | Marco Bertolazzi vom Consorzio Italiano Vivaisti in Ferrara                                | Redpop ist eine Clubsorte von Civm 49.                                                             | |
| Civini |                                                   |                                                                              |                                                                                            | | e                                                                                                   |
| Civni | Siehe: Rubens                                     | Siehe: Rubens                                                                | Siehe: Rubens                                                                              | Siehe: Rubens                                                                                      | Siehe: Rubens                                                                                       |
| Claimant | Siehe: Königinapfel                               | Siehe: Königinapfel                                                          | Siehe: Königinapfel                                                                        | Siehe: Königinapfel                                                                                | Siehe: Königinapfel                                                                                 |
| Claque Pépin De Normandie |                                                   |                                                                              |                                                                                            | | o                                                                                                   |
| Clarinette |                                                   |                                                                              |                                                                                            | | f                                                                                                   |
| Clarkes Flowering Crab |                                                   |                                                                              |                                                                                            | | e                                                                                                   |
| Clarke's Royal |                                                   | Mutation von Cox Orange                                                      |                                                                                            | | f                                                                                                   |
| Clark's Dwarf |                                                   |                                                                              |                                                                                            | | e                                                                                                   |
| Clark's Seedling | Siehe: Royal George                               | Siehe: Royal George                                                          | Siehe: Royal George                                                                        | Siehe: Royal George                                                                                | Siehe: Royal George                                                                                 |
| Claudias Winterparfümapfel (oder: Se 01) |                                                   |                                                                              |                                                                                            | | r (S. 22)                                                                                           |
| Claudiusapfel |                                                   |                                                                              |                                                                                            | | r (S. 22)                                                                                           |
| Clawis |                                                   |                                                                              |                                                                                            | | |
| Claygate-Parmäne (oder: Claygate Pearmain) |                                                   |                                                                              | 1822 Claygate, Surrey                                                                      | | a, c, f, h (Nr. 531, S. 588), o                                                                     |
| Claygate Pearmain | Siehe: Claygate-Parmäne                           | Siehe: Claygate-Parmäne                                                      | Siehe: Claygate-Parmäne                                                                    | Siehe: Claygate-Parmäne                                                                            | Siehe: Claygate-Parmäne                                                                             |
| Clayton |                                                   |                                                                              |                                                                                            | | |
| Clear Gold | Siehe: Yellow Delicious                           | Siehe: Yellow Delicious                                                      | Siehe: Yellow Delicious                                                                    | Siehe: Yellow Delicious                                                                            | Siehe: Yellow Delicious                                                                             |
| Clearheart |                                                   |                                                                              |                                                                                            | | f                                                                                                   |
| Cleeve |                                                   |                                                                              |                                                                                            | | f                                                                                                   |
| Clemens |                                                   |                                                                              |                                                                                            | | f                                                                                                   |
| Clemons |                                                   |                                                                              |                                                                                            | | |
| Cleo | Siehe: Ortley                                     | Siehe: Ortley                                                                | Siehe: Ortley                                                                              | Siehe: Ortley                                                                                      | Siehe: Ortley                                                                                       |
| Cleopatra | Siehe: Ortley                                     | Siehe: Ortley                                                                | Siehe: Ortley                                                                              | Siehe: Ortley                                                                                      | Siehe: Ortley                                                                                       |
| Cleveland |                                                   |                                                                              |                                                                                            | | |
| Cliff |                                                   |                                                                              |                                                                                            | | |
| Clifford | Siehe: Burford Redflesh                           | Siehe: Burford Redflesh                                                      | Siehe: Burford Redflesh                                                                    | Siehe: Burford Redflesh                                                                            | Siehe: Burford Redflesh                                                                             |
| Clifford Red Flesh | Siehe: Burford Redflesh                           | Siehe: Burford Redflesh                                                      | Siehe: Burford Redflesh                                                                    | Siehe: Burford Redflesh                                                                            | Siehe: Burford Redflesh                                                                             |
| Clijo |                                                   |                                                                              |                                                                                            | | |
| Climax |                                                   |                                                                              |                                                                                            | | f                                                                                                   |
| Cliquette | Siehe: Französischer Klapperapfel                 | Siehe: Französischer Klapperapfel                                            | Siehe: Französischer Klapperapfel                                                          | Siehe: Französischer Klapperapfel                                                                  | Siehe: Französischer Klapperapfel                                                                   |
| Clivia |                                                   | Geheimrat Dr. Oldenburg × Cox Orange                                         | In Müncheberg, Deutschland                                                                 | | c, f, j, o                                                                                          |
| Clochard | Siehe: Renette Clochard                           | Siehe: Renette Clochard                                                      | Siehe: Renette Clochard                                                                    | Siehe: Renette Clochard                                                                            | Siehe: Renette Clochard                                                                             |
| Cloden |                                                   |                                                                              |                                                                                            | | f, g (S. 200)                                                                                       |
| Clopton Red |                                                   | Cox Orange × Unbekannt                                                       |                                                                                            | | f                                                                                                   |
| Clos Renaux |                                                   |                                                                              |                                                                                            | Herstellung von Cidre                                                                              | |
| Close |                                                   |                                                                              |                                                                                            | | f, o                                                                                                |
| Close Seedling |                                                   |                                                                              |                                                                                            | | |
| Cloth of Gold |                                                   |                                                                              |                                                                                            | | |
| Clovis Spice |                                                   |                                                                              |                                                                                            | | e                                                                                                   |
| Clozette Douce |                                                   |                                                                              |                                                                                            | Herstellung von Cidre                                                                              | |
| Cludius’ Borsdorfer (oder: Cludius’ Grüner Borsdorfer) |                                                   |                                                                              |                                                                                            | | h (Nr. 332, S. 374), r (S. 22)                                                                      |
| Cludius’ Grüner Borsdorfer | Siehe: Cludius’ Borsdorfer                        | Siehe: Cludius’ Borsdorfer                                                   | Siehe: Cludius’ Borsdorfer                                                                 | Siehe: Cludius’ Borsdorfer                                                                         | Siehe: Cludius’ Borsdorfer                                                                          |
| Cludius Herbstapfel | Siehe: Cludius’ Herbstapfel                       | Siehe: Cludius’ Herbstapfel                                                  | Siehe: Cludius’ Herbstapfel                                                                | Siehe: Cludius’ Herbstapfel                                                                        | Siehe: Cludius’ Herbstapfel                                                                         |
| Cludius’ Herbstapfel (oder: Cludius Herbstapfel) |                                                   |                                                                              |                                                                                            | Beschreibung                                                                                       | f, g (S. 200), h (Nr. 142, S. 162), j, o, r (S. 22)                                                 |
| Cludius’ Sommer-Quittenapfel | Siehe: Cludius’ Sommerapfel                       | Siehe: Cludius’ Sommerapfel                                                  | Siehe: Cludius’ Sommerapfel                                                                | Siehe: Cludius’ Sommerapfel                                                                        | Siehe: Cludius’ Sommerapfel                                                                         |
| Cludius Sommerapfel | Siehe: Cludius’ Sommerapfel                       | Siehe: Cludius’ Sommerapfel                                                  | Siehe: Cludius’ Sommerapfel                                                                | Siehe: Cludius’ Sommerapfel                                                                        | Siehe: Cludius’ Sommerapfel                                                                         |
| Cludius’ Sommerapfel (oder: Cludius’ Sommer-Quittenapfel, Cludius Sommerapfel) |                                                   |                                                                              |                                                                                            | | h (Nr. 391, S. 439), r (S. 23)                                                                      |
| Clyde Beauty |                                                   |                                                                              |                                                                                            | | |
| Clydeside |                                                   |                                                                              |                                                                                            | | f, g (S. 200)                                                                                       |
| CO | Siehe: Cox Orange                                 | Siehe: Cox Orange                                                            | Siehe: Cox Orange                                                                          | Siehe: Cox Orange                                                                                  | Siehe: Cox Orange                                                                                   |
| Coast Apple |                                                   |                                                                              |                                                                                            | | e                                                                                                   |
| Coat Jersey |                                                   |                                                                              |                                                                                            | | f                                                                                                   |
| Cockett's Red |                                                   |                                                                              |                                                                                            | | a, f, g (S. 200)                                                                                    |
| Cockle Pippin |                                                   |                                                                              |                                                                                            | | f, g (S. 200)                                                                                       |
| Cockpit |                                                   |                                                                              |                                                                                            | | f, g (S. 200)                                                                                       |
| Cockpit Improved |                                                   |                                                                              |                                                                                            | | a                                                                                                   |
| Coconut Crunch |                                                   |                                                                              |                                                                                            | | s                                                                                                   |
| Codlin | Siehe: Deans Küchenapfel                          | Siehe: Deans Küchenapfel                                                     | Siehe: Deans Küchenapfel                                                                   | Siehe: Deans Küchenapfel                                                                           | Siehe: Deans Küchenapfel                                                                            |
| Coe's Golden Drop |                                                   |                                                                              |                                                                                            | | e                                                                                                   |
| Coes Rotgefleckter Apfel |                                                   |                                                                              |                                                                                            | | r (S. 23)                                                                                           |
| Coeur De Boeuf |                                                   |                                                                              |                                                                                            | | a, f, g (S. 200)                                                                                    |
| Coeur De Pigeon | Siehe: Sommer-Zimtapfel                           | Siehe: Sommer-Zimtapfel                                                      | Siehe: Sommer-Zimtapfel                                                                    | Siehe: Sommer-Zimtapfel                                                                            | Siehe: Sommer-Zimtapfel                                                                             |
| Coffelt |                                                   |                                                                              |                                                                                            | | |
| Coffman |                                                   |                                                                              |                                                                                            | | |
| Cohau Rouge |                                                   |                                                                              |                                                                                            | | o                                                                                                   |
| Coinskys Gestreifter Rambour |                                                   |                                                                              |                                                                                            | | h (Nr. 278, S. 310)                                                                                 |
| Cola |                                                   |                                                                              |                                                                                            | | e, f                                                                                                |
| Cola Gelata |                                                   |                                                                              |                                                                                            | | f                                                                                                   |
| Colapuy |                                                   |                                                                              |                                                                                            | | f, o                                                                                                |
| Cole |                                                   |                                                                              |                                                                                            | | e                                                                                                   |
| Cole's Quince |                                                   |                                                                              |                                                                                            | | a                                                                                                   |
| Collamer |                                                   |                                                                              |                                                                                            | | |
| Collet |                                                   |                                                                              |                                                                                            | | e                                                                                                   |
| Colley | Siehe: Cauley                                     | Siehe: Cauley                                                                | Siehe: Cauley                                                                              | Siehe: Cauley                                                                                      | Siehe: Cauley                                                                                       |
| Collina |                                                   |                                                                              | 1956, Niederlande                                                                          | | j, o                                                                                                |
| Collington Big Bitters |                                                   |                                                                              |                                                                                            | | f                                                                                                   |
| Collins |                                                   |                                                                              |                                                                                            | | f                                                                                                   |
| Colloget Pippin (oder: Collogget Pippin) |                                                   |                                                                              |                                                                                            | | f                                                                                                   |
| Collogget Pippin | Siehe: Colloget Pippin                            | Siehe: Colloget Pippin                                                       | Siehe: Colloget Pippin                                                                     | Siehe: Colloget Pippin                                                                             | Siehe: Colloget Pippin                                                                              |
| Colonel Vaughan | Siehe: Roter Kentischer Pepping                   | Siehe: Roter Kentischer Pepping                                              | Siehe: Roter Kentischer Pepping                                                            | Siehe: Roter Kentischer Pepping                                                                    | Siehe: Roter Kentischer Pepping                                                                     |
| Colonel Yate |                                                   |                                                                              |                                                                                            | | f                                                                                                   |
| Colonistenapfel |                                                   |                                                                              |                                                                                            | | j                                                                                                   |
| Colorado Orange |                                                   |                                                                              |                                                                                            | | |
| Colton |                                                   |                                                                              |                                                                                            | | |
| Columbia Crab |                                                   |                                                                              |                                                                                            | | e                                                                                                   |
| Columnaris |                                                   |                                                                              |                                                                                            | | e                                                                                                   |
| Colvert |                                                   |                                                                              |                                                                                            | | |
| Colville |                                                   |                                                                              |                                                                                            | | |
| Colwall Quoining |                                                   |                                                                              |                                                                                            | | f                                                                                                   |
| Combermere | Siehe: Hausmütterchen                             | Siehe: Hausmütterchen                                                        | Siehe: Hausmütterchen                                                                      | Siehe: Hausmütterchen                                                                              | Siehe: Hausmütterchen                                                                               |
| Commander York |                                                   |                                                                              |                                                                                            | | e                                                                                                   |
| Compact Mcintosh (oder: Mcintosh Compact) |                                                   | Mcintosh × unbekannt                                                         |                                                                                            | | e                                                                                                   |
| Compact Rome |                                                   |                                                                              |                                                                                            | | e                                                                                                   |
| Compspur Arkansas Black |                                                   |                                                                              |                                                                                            | | e                                                                                                   |
| Compspur Granny Smith |                                                   |                                                                              |                                                                                            | | e                                                                                                   |
| Compspur Mcintosh (oder: Mcintosh Compspur) |                                                   | Mcintosh × unbekannt                                                         |                                                                                            | | e                                                                                                   |
| Compspur Rome Beauty | Siehe: Rome Beauty Compspur                       | Siehe: Rome Beauty Compspur                                                  | Siehe: Rome Beauty Compspur                                                                | Siehe: Rome Beauty Compspur                                                                        | Siehe: Rome Beauty Compspur                                                                         |
| Comrade |                                                   |                                                                              |                                                                                            | | e, f                                                                                                |
| Comte | Siehe: De L'Estre                                 | Siehe: De L'Estre                                                            | Siehe: De L'Estre                                                                          | Siehe: De L'Estre                                                                                  | Siehe: De L'Estre                                                                                   |
| Conant's Red |                                                   |                                                                              |                                                                                            | | |
| Connell Red |                                                   |                                                                              |                                                                                            | | a                                                                                                   |
| Conell Red Fireside |                                                   |                                                                              |                                                                                            | | r (S. 23)                                                                                           |
| Constance |                                                   |                                                                              |                                                                                            | | o, r (S. 23)                                                                                        |
| Constantine |                                                   |                                                                              |                                                                                            | | |
| Contessa |                                                   |                                                                              |                                                                                            | | f, r (S. 23)                                                                                        |
| Coop 15 |                                                   |                                                                              |                                                                                            | | e                                                                                                   |
| Coop 17 |                                                   |                                                                              |                                                                                            | | |
| Coop 2 | Siehe: Prima                                      | Siehe: Prima                                                                 | Siehe: Prima                                                                               | Siehe: Prima                                                                                       | Siehe: Prima                                                                                        |
| Coop 22 | Siehe: Jonafree                                   | Siehe: Jonafree                                                              | Siehe: Jonafree                                                                            | Siehe: Jonafree                                                                                    | Siehe: Jonafree                                                                                     |
| Coop 25 |                                                   |                                                                              |                                                                                            | | a                                                                                                   |
| Coop 29 |                                                   |                                                                              |                                                                                            | | a                                                                                                   |
| Coop 30 | Siehe: Enterprise                                 | Siehe: Enterprise                                                            | Siehe: Enterprise                                                                          | Siehe: Enterprise                                                                                  | Siehe: Enterprise                                                                                   |
| Coop 31 |                                                   |                                                                              |                                                                                            | | a                                                                                                   |
| Coop 33 | Siehe: Pixie Crunch                               | Siehe: Pixie Crunch                                                          | Siehe: Pixie Crunch                                                                        | Siehe: Pixie Crunch                                                                                | Siehe: Pixie Crunch                                                                                 |
| Coop 38 | Siehe: Goldrush                                   | Siehe: Goldrush                                                              | Siehe: Goldrush                                                                            | Siehe: Goldrush                                                                                    | Siehe: Goldrush                                                                                     |
| Coop 39 | Siehe: Crimson Crisp                              | Siehe: Crimson Crisp                                                         | Siehe: Crimson Crisp                                                                       | Siehe: Crimson Crisp                                                                               | Siehe: Crimson Crisp                                                                                |
| Coop 4 | Siehe: Priscilla                                  | Siehe: Priscilla                                                             | Siehe: Priscilla                                                                           | Siehe: Priscilla                                                                                   | Siehe: Priscilla                                                                                    |
| Coop 42 |                                                   |                                                                              |                                                                                            | | e                                                                                                   |
| Cooper Early White |                                                   |                                                                              |                                                                                            | | |
| Cooper Market |                                                   |                                                                              |                                                                                            | | |
| Cooper's Seedling |                                                   |                                                                              |                                                                                            | | f                                                                                                   |
| Coo's River Beauty |                                                   |                                                                              |                                                                                            | | f                                                                                                   |
| Coquette |                                                   |                                                                              |                                                                                            | | f                                                                                                   |
| Coquette D'Auvergne |                                                   |                                                                              |                                                                                            | | f, o                                                                                                |
| Cor 3/21 |                                                   |                                                                              |                                                                                            | | r (S. 23)                                                                                           |
| Corail | Siehe: Pinova                                     | Siehe: Pinova                                                                | Siehe: Pinova                                                                              | Siehe: Pinova                                                                                      | Siehe: Pinova                                                                                       |
| Coralburst |                                                   |                                                                              |                                                                                            | | e                                                                                                   |
| Coreless |                                                   |                                                                              |                                                                                            | | |
| Coreless & Seedless |                                                   |                                                                              |                                                                                            | | |
| Cornelis Großer Gelber Schlotterapfel |                                                   |                                                                              |                                                                                            | | r (S. 23)                                                                                           |
| Cornelis Hausapfel | Siehe: Aachener Hausapfel                         | Siehe: Aachener Hausapfel                                                    | Siehe: Aachener Hausapfel                                                                  | Siehe: Aachener Hausapfel                                                                          | Siehe: Aachener Hausapfel                                                                           |
| Cornelisapfel | Siehe: Aachener Hausapfel                         | Siehe: Aachener Hausapfel                                                    | Siehe: Aachener Hausapfel                                                                  | Siehe: Aachener Hausapfel                                                                          | Siehe: Aachener Hausapfel                                                                           |
| Cornell Fancy |                                                   |                                                                              |                                                                                            | | |
| Cornellis Hausapfel | Siehe: Aachener Hausapfel                         | Siehe: Aachener Hausapfel                                                    | Siehe: Aachener Hausapfel                                                                  | Siehe: Aachener Hausapfel                                                                          | Siehe: Aachener Hausapfel                                                                           |
| Cornelys Gestreifter Hausapfel | Siehe: Aachener Hausapfel                         | Siehe: Aachener Hausapfel                                                    | Siehe: Aachener Hausapfel                                                                  | Siehe: Aachener Hausapfel                                                                          | Siehe: Aachener Hausapfel                                                                           |
| Cornish |                                                   |                                                                              |                                                                                            | | e                                                                                                   |
| Cornish Aromatic |                                                   |                                                                              |                                                                                            | | a, f, o                                                                                             |
| Cornish Gilliflower | Siehe: Cornwalliser Nelkenapfel                   | Siehe: Cornwalliser Nelkenapfel                                              | Siehe: Cornwalliser Nelkenapfel                                                            | Siehe: Cornwalliser Nelkenapfel                                                                    | Siehe: Cornwalliser Nelkenapfel                                                                     |
| Cornish Honeypin |                                                   |                                                                              |                                                                                            | | f                                                                                                   |
| Cornish Pine |                                                   |                                                                              |                                                                                            | | f, r (S. 23)                                                                                        |
| Cornwalliser Gewürzapfel |                                                   |                                                                              |                                                                                            | | o                                                                                                   |
| Cornwalliser Nelkenapfel (oder: Cornish Gilliflower) |                                                   |                                                                              | 1813 in Cornwall, UK                                                                       | | a, c, f, g (S. 201), h (Nr. 40, S. 44), j, o                                                        |
| Corolca (oder: Karolka) |                                                   |                                                                              |                                                                                            | | f                                                                                                   |
| Coromandel Red |                                                   |                                                                              |                                                                                            | | e                                                                                                   |
| Coronation |                                                   |                                                                              |                                                                                            | | f, r (S. 23)                                                                                        |
| Corry's Wonder |                                                   |                                                                              |                                                                                            | | f                                                                                                   |
| Cortens Kalvill |                                                   |                                                                              |                                                                                            | | r (S. 23)                                                                                           |
| Cortland |                                                   | Ben Davis × Unbekannt                                                        | 1890er in New York                                                                         | | a, c, d, f, j, o                                                                                    |
| Cortland Starkspur |                                                   |                                                                              |                                                                                            | | e                                                                                                   |
| Cosmic Crisp (oder: Wa 38) |                                                   | Honeycrisp x Enterprise                                                      | 2013, Wenatchee, Washington. Züchter: Washington State University                          | | |
| Costard |                                                   |                                                                              | Vor 1325 in England                                                                        | Beschreibung                                                                                       | g (S. 39), r (S. 24)                                                                                |
| Cotard |                                                   |                                                                              |                                                                                            | | |
| Cottenham Seedling |                                                   |                                                                              |                                                                                            | | a, f                                                                                                |
| Cotter |                                                   |                                                                              |                                                                                            | | |
| Coul Blush |                                                   |                                                                              |                                                                                            | | f                                                                                                   |
| Couleur De Chair | Siehe: Sommer-Seidenhemdchen, Sommer-Zimtapfel    | Siehe: Sommer-Seidenhemdchen, Sommer-Zimtapfel                               | Siehe: Sommer-Seidenhemdchen, Sommer-Zimtapfel                                             | Siehe: Sommer-Seidenhemdchen, Sommer-Zimtapfel                                                     | Siehe: Sommer-Seidenhemdchen, Sommer-Zimtapfel                                                      |
| Coulon | Siehe: Coulons Renette                            | Siehe: Coulons Renette                                                       | Siehe: Coulons Renette                                                                     | Siehe: Coulons Renette                                                                             | Siehe: Coulons Renette                                                                              |
| Coulons Renette (oder: Coulon, Reinette Coulon) |                                                   |                                                                              |                                                                                            | | f, h (Nr. 321, S. 359), j, o, p (S. 213)                                                            |
| Couronne Des Dames | Siehe: Baumanns Renette                           | Siehe: Baumanns Renette                                                      | Siehe: Baumanns Renette                                                                    | Siehe: Baumanns Renette                                                                            | Siehe: Baumanns Renette                                                                             |
| Court Of Wick (oder: Pepping Aus Court Of Wick, Pepping Von Court Of Wick) |                                                   |                                                                              |                                                                                            | | a, f, g (S. 201), h (Nr. 545, S. 603)                                                               |
| Court Pendu | Siehe: Königlicher Kurzstiel                      | Siehe: Königlicher Kurzstiel                                                 | Siehe: Königlicher Kurzstiel                                                               | Siehe: Königlicher Kurzstiel                                                                       | Siehe: Königlicher Kurzstiel                                                                        |
| Court Pendu De France |                                                   |                                                                              |                                                                                            | | e                                                                                                   |
| Court Pendu Gris (oder: Capendu) |                                                   |                                                                              | als Capendu vor 1280 in Rouen auf dem Markt                                                | | g (S. 38)                                                                                           |
| Court Pendu Noir |                                                   |                                                                              |                                                                                            | | |
| Court Pendu Plat |                                                   |                                                                              |                                                                                            | | , r (S. 24)                                                                                         |
| Court Pendu Rosé |                                                   |                                                                              |                                                                                            | | e                                                                                                   |
| Court Pendu Rouge | Siehe: Königlicher Roter Kurzstiel                | Siehe: Königlicher Roter Kurzstiel                                           | Siehe: Königlicher Roter Kurzstiel                                                         | Siehe: Königlicher Roter Kurzstiel                                                                 | Siehe: Königlicher Roter Kurzstiel                                                                  |
| Court Royal |                                                   |                                                                              |                                                                                            | | f                                                                                                   |
| Courtagold | Siehe: Golden Delicious                           | Siehe: Golden Delicious                                                      | Siehe: Golden Delicious                                                                    | Siehe: Golden Delicious                                                                            | Siehe: Golden Delicious                                                                             |
| Cousinot |                                                   |                                                                              |                                                                                            | | r (S. 24)                                                                                           |
| Cousinot D'Été | Siehe: Sommer-Seidenhemdchen                      | Siehe: Sommer-Seidenhemdchen                                                 | Siehe: Sommer-Seidenhemdchen                                                               | Siehe: Sommer-Seidenhemdchen                                                                       | Siehe: Sommer-Seidenhemdchen                                                                        |
| Coussinet | Siehe: Sommer-Zimtapfel                           | Siehe: Sommer-Zimtapfel                                                      | Siehe: Sommer-Zimtapfel                                                                    | Siehe: Sommer-Zimtapfel                                                                            | Siehe: Sommer-Zimtapfel                                                                             |
| Coutras |                                                   |                                                                              |                                                                                            | | o                                                                                                   |
| Cove |                                                   |                                                                              |                                                                                            | | |
| Cowichan |                                                   |                                                                              |                                                                                            | Beschreibung                                                                                       | e                                                                                                   |
| Cox | Siehe: Cox Orange                                 | Siehe: Cox Orange                                                            | Siehe: Cox Orange                                                                          | Siehe: Cox Orange                                                                                  | Siehe: Cox Orange                                                                                   |
| Cox Early Export (oder: Cox's Early Export) |                                                   | Cox Orange × Unbekannt                                                       |                                                                                            | | f                                                                                                   |
| Cox Golden |                                                   |                                                                              |                                                                                            | | |
| Cox La Vera |                                                   | Mutation von Cox Orange                                                      |                                                                                            | | f                                                                                                   |
| Cox Narancs Renet | Siehe: Cox Orange                                 | Siehe: Cox Orange                                                            | Siehe: Cox Orange                                                                          | Siehe: Cox Orange                                                                                  | Siehe: Cox Orange                                                                                   |
| Cox Orange (oder: Apelsinnyi Renet, Aranciata Di Cox, Co, Cox, Cox Narancs Renet, Cox Orange Pippin, Cox Orangen Pippin, Cox Orangen Reinette, Cox Orangen Renette, Cox Orangenrenette, Cox's Orange Pippin, Cox’ Orangen, Cox’ Orangen-Renette, Cox's Orange, Cox's Orange Pepping, Cox's Orange Reinette, Cox's Orange-Pippeling, Cox's Orangen Pippin, Cox's Orangen-Reinette, Cox's Pomeranzen-Pepping, Coxova Reneta, Kemp's Orange, Kempe's Orange, Koksa Pomaranczowa, Koksova Oranjeva Reneta, Orange De Cox, Oranjevii Renet, Peppeling Cox Orange, Pomaranczowe Coxa, Reinette Orange, Reinette Orange De Cox, Renet Coksa, Renet Cox Portocaliu, Renet Coxa, Renet Portocaliu, Reneta Coxa Pomaranzowa, Russet Pippin, Verbesserte Muscat-Reinette) |                                                   | Ribston Pepping × ?                                                          | Um 1825 in England gezüchtet durch Richard Cox.                                            | Sehr aromatisch, süß mit angenehmer Säure. Siehe auch Liste der Cox-Orange-Cultivare. Beschreibung | a, c, d, e, f, g (S. 202), h (Nr. 515, S. 572), j, o                                                |
| Cox Orange Gailhöfe |                                                   |                                                                              |                                                                                            | | r (S. 24)                                                                                           |
| Cox Orange Korallo |                                                   |                                                                              |                                                                                            | | r (S. 24)                                                                                           |
| Cox Orange Moje |                                                   |                                                                              |                                                                                            | | r (S. 24)                                                                                           |
| Cox Orange Ottensen |                                                   |                                                                              |                                                                                            | | r (S. 24)                                                                                           |
| Cox Orange Pippin | Siehe: Cox Orange                                 | Siehe: Cox Orange                                                            | Siehe: Cox Orange                                                                          | Siehe: Cox Orange                                                                                  | Siehe: Cox Orange                                                                                   |
| Cox Orange Pippin (Potter) (oder: Cox's Orange Pippin (Potter), Potter Cox) |                                                   |                                                                              | 1957 in Howletts Farm, Molash, Canterbury, Kent. Züchter: C. A. Potter.                    | | e, f                                                                                                |
| Cox Orange Queen |                                                   |                                                                              |                                                                                            | | r (S. 24)                                                                                           |
| Cox Orange Rheinland (oder: Cox Orange Typ Rheinland) |                                                   |                                                                              |                                                                                            | | r (S. 24)                                                                                           |
| Cox Orange Rheinland 4 |                                                   |                                                                              |                                                                                            | | r (S. 24)                                                                                           |
| Cox Orange T 12 |                                                   |                                                                              |                                                                                            | | r (S. 24)                                                                                           |
| Cox Orange Typ Rheinland | Siehe: Cox Orange Rheinland                       | Siehe: Cox Orange Rheinland                                                  | Siehe: Cox Orange Rheinland                                                                | Siehe: Cox Orange Rheinland                                                                        | Siehe: Cox Orange Rheinland                                                                         |
| Cox’ Orangen | Siehe: Cox Orange                                 | Siehe: Cox Orange                                                            | Siehe: Cox Orange                                                                          | Siehe: Cox Orange                                                                                  | Siehe: Cox Orange                                                                                   |
| Cox Orangen Pippin | Siehe: Cox Orange                                 | Siehe: Cox Orange                                                            | Siehe: Cox Orange                                                                          | Siehe: Cox Orange                                                                                  | Siehe: Cox Orange                                                                                   |
| Cox Orangen Reinette | Siehe: Cox Orange                                 | Siehe: Cox Orange                                                            | Siehe: Cox Orange                                                                          | Siehe: Cox Orange                                                                                  | Siehe: Cox Orange                                                                                   |
| Cox’ Orangen-Renette | Siehe: Cox Orange                                 | Siehe: Cox Orange                                                            | Siehe: Cox Orange                                                                          | Siehe: Cox Orange                                                                                  | Siehe: Cox Orange                                                                                   |
| Cox Orangen Renette | Siehe: Cox Orange                                 | Siehe: Cox Orange                                                            | Siehe: Cox Orange                                                                          | Siehe: Cox Orange                                                                                  | Siehe: Cox Orange                                                                                   |
| Cox Orangenrenette | Siehe: Cox Orange                                 | Siehe: Cox Orange                                                            | Siehe: Cox Orange                                                                          | Siehe: Cox Orange                                                                                  | Siehe: Cox Orange                                                                                   |
| Cox Pomona (oder: Cox's Pomona, Pomona) |                                                   | Samen von Ribston Pepping                                                    |                                                                                            | Beschreibung                                                                                       | f, h (Nr. 270, S. 302), j, o                                                                        |
| Cox Queen (oder: Queen) |                                                   |                                                                              |                                                                                            | | a, j                                                                                                |
| Cox Rouge Des Flandres (oder: Rouge Des Flandres) |                                                   |                                                                              |                                                                                            | | f                                                                                                   |
| Coxcolumnaria |                                                   |                                                                              |                                                                                            | | r (S. 24)                                                                                           |
| Coxdwarf |                                                   |                                                                              |                                                                                            | | r (S. 25)                                                                                           |
| Coxova Reneta | Siehe: Cox Orange                                 | Siehe: Cox Orange                                                            | Siehe: Cox Orange                                                                          | Siehe: Cox Orange                                                                                  | Siehe: Cox Orange                                                                                   |
| Cox's Early Export | Siehe: Cox Early Export                           | Siehe: Cox Early Export                                                      | Siehe: Cox Early Export                                                                    | Siehe: Cox Early Export                                                                            | Siehe: Cox Early Export                                                                             |
| Cox's Orange | Siehe: Cox Orange                                 | Siehe: Cox Orange                                                            | Siehe: Cox Orange                                                                          | Siehe: Cox Orange                                                                                  | Siehe: Cox Orange                                                                                   |
| Cox's Orange Pepping | Siehe: Cox Orange                                 | Siehe: Cox Orange                                                            | Siehe: Cox Orange                                                                          | Siehe: Cox Orange                                                                                  | Siehe: Cox Orange                                                                                   |
| Cox's Orange Pippin | Siehe: Cox Orange                                 | Siehe: Cox Orange                                                            | Siehe: Cox Orange                                                                          | Siehe: Cox Orange                                                                                  | Siehe: Cox Orange                                                                                   |
| Cox's Orange Pippin (Potter) | Siehe: Cox Orange Pippin (Potter)                 | Siehe: Cox Orange Pippin (Potter)                                            | Siehe: Cox Orange Pippin (Potter)                                                          | Siehe: Cox Orange Pippin (Potter)                                                                  | Siehe: Cox Orange Pippin (Potter)                                                                   |
| Cox's Orange Reinette | Siehe: Cox Orange                                 | Siehe: Cox Orange                                                            | Siehe: Cox Orange                                                                          | Siehe: Cox Orange                                                                                  | Siehe: Cox Orange                                                                                   |
| Cox's Orange-Pippeling | Siehe: Cox Orange                                 | Siehe: Cox Orange                                                            | Siehe: Cox Orange                                                                          | Siehe: Cox Orange                                                                                  | Siehe: Cox Orange                                                                                   |
| Cox's Orangen Pippin | Siehe: Cox Orange                                 | Siehe: Cox Orange                                                            | Siehe: Cox Orange                                                                          | Siehe: Cox Orange                                                                                  | Siehe: Cox Orange                                                                                   |
| Cox's Orangen-Reinette | Siehe: Cox Orange                                 | Siehe: Cox Orange                                                            | Siehe: Cox Orange                                                                          | Siehe: Cox Orange                                                                                  | Siehe: Cox Orange                                                                                   |
| Cox's Pomeranzen-Pepping | Siehe: Cox Orange                                 | Siehe: Cox Orange                                                            | Siehe: Cox Orange                                                                          | Siehe: Cox Orange                                                                                  | Siehe: Cox Orange                                                                                   |
| Cox's Pomona | Siehe: Cox Pomona                                 | Siehe: Cox Pomona                                                            | Siehe: Cox Pomona                                                                          | Siehe: Cox Pomona                                                                                  | Siehe: Cox Pomona                                                                                   |
| Coxstone |                                                   |                                                                              |                                                                                            | | f                                                                                                   |
| Cr Brisset | Siehe: Cripps Red                                 | Siehe: Cripps Red                                                            | Siehe: Cripps Red                                                                          | Siehe: Cripps Red                                                                                  | Siehe: Cripps Red                                                                                   |
| Crab C |                                                   |                                                                              |                                                                                            | | e                                                                                                   |
| Craciunesti |                                                   |                                                                              |                                                                                            | | f                                                                                                   |
| Crackling Pippin | Siehe: Goldrenette                                | Siehe: Goldrenette                                                           | Siehe: Goldrenette                                                                         | Siehe: Goldrenette                                                                                 | Siehe: Goldrenette                                                                                  |
| Craggy's Seedling |                                                   |                                                                              |                                                                                            | | f                                                                                                   |
| Cramoisie De Gascogne |                                                   |                                                                              |                                                                                            | | o                                                                                                   |
| Cranberry Pippin |                                                   |                                                                              |                                                                                            | | |
| Crandall |                                                   |                                                                              |                                                                                            | | r (S. 25)                                                                                           |
| Cravert |                                                   |                                                                              |                                                                                            | | f                                                                                                   |
| Cravert Rouge |                                                   |                                                                              |                                                                                            | | f                                                                                                   |
| Crawford |                                                   |                                                                              |                                                                                            | | |
| Crawley Beauty |                                                   |                                                                              |                                                                                            | | a, e, f, j, o                                                                                       |
| Crawley Reinette |                                                   |                                                                              |                                                                                            | | f                                                                                                   |
| Creamy Kitaika |                                                   |                                                                              |                                                                                            | | e                                                                                                   |
| Credes Quittenrenette | Siehe: Credés Quitten-Renette                     | Siehe: Credés Quitten-Renette                                                | Siehe: Credés Quitten-Renette                                                              | Siehe: Credés Quitten-Renette                                                                      | Siehe: Credés Quitten-Renette                                                                       |
| Credés Quitten-Renette (oder: Credes Quittenrenette) |                                                   |                                                                              |                                                                                            | Beschreibung                                                                                       | h (Nr. 385, S. 433), o, r (S. 25)                                                                   |
| Credes Taubenapfel |                                                   |                                                                              |                                                                                            | | h (Nr. 246, S. 273), r (S. 25)                                                                      |
| Credes Wilhelmsapfel |                                                   |                                                                              |                                                                                            | | h (Nr. 78, S. 87), o, p (S. 214), r (S. 25)                                                         |
| Creek |                                                   |                                                                              |                                                                                            | | |
| Creo |                                                   |                                                                              |                                                                                            | | j, o, r (S. 25)                                                                                     |
| Creston |                                                   |                                                                              |                                                                                            | | a                                                                                                   |
| Cretesc (oder: Cretesc Rosu) |                                                   |                                                                              |                                                                                            | | f                                                                                                   |
| Cretesc De Breaza |                                                   |                                                                              |                                                                                            | | f                                                                                                   |
| Cretesc Rosu | Siehe: Cretesc                                    | Siehe: Cretesc                                                               | Siehe: Cretesc                                                                             | Siehe: Cretesc                                                                                     | Siehe: Cretesc                                                                                      |
| Crimson |                                                   | Mutation von Gravensteiner                                                   | Um 1945 in Kanada                                                                          | | |
| Crimson Beauty |                                                   |                                                                              |                                                                                            | | f, j, r (S. 25)                                                                                     |
| Crimson Beauty Of Bath |                                                   |                                                                              |                                                                                            | | f                                                                                                   |
| Crimson Bramley |                                                   |                                                                              |                                                                                            | | f                                                                                                   |
| Crimson Cox |                                                   | Mutation von Cox Orange                                                      |                                                                                            | | f, j                                                                                                |
| Crimson CrispC |                                                   | Kreuzung von 2 Selektionen von Rutgers Fruit Research and Development Center | Züchter: Purdue research foundation                                                        | | a, j                                                                                                |
| Crimson Delight |                                                   |                                                                              | In Washington                                                                              | | c                                                                                                   |
| Crimson Gold |                                                   |                                                                              | 1944 in California                                                                         | | c                                                                                                   |
| Crimson Jonagold |                                                   |                                                                              |                                                                                            | | e                                                                                                   |
| Crimson King |                                                   |                                                                              |                                                                                            | | f, f                                                                                                |
| Crimson Newton |                                                   |                                                                              |                                                                                            | | f                                                                                                   |
| Crimson Peasgood |                                                   |                                                                              |                                                                                            | | f                                                                                                   |
| Crimson Queening |                                                   |                                                                              |                                                                                            | | f                                                                                                   |
| Crimson Snow (oder: MC 38) |                                                   | Zufallssämling aus Australien                                                |                                                                                            | | |
| Crimson Spur |                                                   |                                                                              |                                                                                            | | e                                                                                                   |
| Crimson Spy |                                                   |                                                                              |                                                                                            | | f                                                                                                   |
| Crimson Superb |                                                   |                                                                              |                                                                                            | | e, f                                                                                                |
| Crimson Victoria |                                                   |                                                                              |                                                                                            | | f                                                                                                   |
| Cripps Pink (oder: Pink Lady) |                                                   | Lady Williams × Golden Delicious                                             | 1973 in Australien. Züchter: John Cripps                                                   | Pink Lady ist ein Clubsortenname zu Cripps Pink.                                                   | a, c, d, g (S. 252), j, o, r (S. 25)                                                                |
| Cripp's Red | Siehe: Cripps Red                                 | Siehe: Cripps Red                                                            | Siehe: Cripps Red                                                                          | Siehe: Cripps Red                                                                                  | Siehe: Cripps Red                                                                                   |
| Cripps Red (oder: Cr Brisset, Cripp's Red, Joya, Sundowner) |                                                   | Lady Williams x Golden Delicious (1997)                                      |                                                                                            | Joya ist ein Clubsortenname zu Cripps Red.                                                         | a, e, j, o                                                                                          |
| Crispin | Siehe: Mutsu                                      | Siehe: Mutsu                                                                 | Siehe: Mutsu                                                                               | Siehe: Mutsu                                                                                       | Siehe: Mutsu                                                                                        |
| Criterion |                                                   |                                                                              | 1898 in New York                                                                           | | a, c, f                                                                                             |
| Crofton |                                                   |                                                                              |                                                                                            | | a                                                                                                   |
| Crofton Scarlet |                                                   |                                                                              |                                                                                            | | a                                                                                                   |
| Cromelor | Siehe: Weißer Matapfel                            | Siehe: Weißer Matapfel                                                       | Siehe: Weißer Matapfel                                                                     | Siehe: Weißer Matapfel                                                                             | Siehe: Weißer Matapfel                                                                              |
| Croncels | Siehe: Apfel Von Croncels                         | Siehe: Apfel Von Croncels                                                    | Siehe: Apfel Von Croncels                                                                  | Siehe: Apfel Von Croncels                                                                          | Siehe: Apfel Von Croncels                                                                           |
| Croque |                                                   |                                                                              |                                                                                            | | o                                                                                                   |
| Cross |                                                   |                                                                              |                                                                                            | | |
| Crossener Rosenstreifling |                                                   |                                                                              |                                                                                            | | r (S. 25)                                                                                           |
| Crown Pippin |                                                   |                                                                              |                                                                                            | | |
| Crown Prince Rudolph | Siehe: Kronprinz Rudolf                           | Siehe: Kronprinz Rudolf                                                      | Siehe: Kronprinz Rudolf                                                                    | Siehe: Kronprinz Rudolf                                                                            | Siehe: Kronprinz Rudolf                                                                             |
| Crowngold |                                                   | Sport von Jonagold                                                           |                                                                                            | | f, r (S. 25)                                                                                        |
| Crystal Blaze |                                                   |                                                                              |                                                                                            | | e                                                                                                   |
| Csikos Orias Halasi |                                                   |                                                                              |                                                                                            | | f                                                                                                   |
| Cumberland | Siehe: Herzog Von Cumberland                      | Siehe: Herzog Von Cumberland                                                 | Siehe: Herzog Von Cumberland                                                               | Siehe: Herzog Von Cumberland                                                                       | Siehe: Herzog Von Cumberland                                                                        |
| Cumberland Spur |                                                   |                                                                              |                                                                                            | | e                                                                                                   |
| Cummy Norman |                                                   |                                                                              |                                                                                            | | f                                                                                                   |
| Curé |                                                   |                                                                              |                                                                                            | | f, o                                                                                                |
| Curl Tail |                                                   |                                                                              |                                                                                            | | f                                                                                                   |
| Cusset Blanc |                                                   |                                                                              |                                                                                            | | f                                                                                                   |
| Cut-Leaved Crab |                                                   |                                                                              |                                                                                            | | e                                                                                                   |
| Cutleaf Crab |                                                   |                                                                              |                                                                                            | | e                                                                                                   |
| Cutler Grieve |                                                   |                                                                              |                                                                                            | | f                                                                                                   |
| Cybele | Siehe: Delrouval                                  | Siehe: Delrouval                                                             | Siehe: Delrouval                                                                           | Siehe: Delrouval                                                                                   | Siehe: Delrouval                                                                                    |
| Cybelle | Siehe: Delrouval                                  | Siehe: Delrouval                                                             | Siehe: Delrouval                                                                           | Siehe: Delrouval                                                                                   | Siehe: Delrouval                                                                                    |
| Cyberg |                                                   |                                                                              |                                                                                            | | |
| Czernikowitzer Grüne Renette |                                                   |                                                                              |                                                                                            | | o                                                                                                   |